# Micrathyria duplicata
Micrathyria duplicata là loài chuồn chuồn trong họ Libellulidae. Loài này được Navás mô tả khoa học đầu tiên năm 1922.